# Danmark (Schiff, 1922)
Die Danmark war eine dänische RoRo- und Eisenbahnfähre, die im Trajektverkehr auf der Ostsee zwischen Dänemark und Deutschland, mit einer kurzen Unterbrechung in und nach dem Zweiten Weltkrieg, von 1922 bis 1968 eingesetzt war.

## Bau und technische Daten
Das Schiff lief am 7. Dezember 1921 mit der Baunummer 163 auf der Werft der Helsingør Jærnskibs- og Maskinbyggeri in Helsingør für die Dänischen Staatsbahnen (DSB) vom Stapel. Das Zwei-Schornstein-Schiff war 101,73 m lang (Länge über alles, 101,56 m zwischen den Loten) und 18,75 m breit und hatte 4,50 m Tiefgang. Die Danmark war mit 2915 BRT und 1264 NRT vermessen und hatte eine Tragfähigkeit von 500 Tonnen. Auf ihren zwei Gleisen mit einer nutzbaren Gesamtgleislänge von 157 m konnte sie bis zu 20 Güterwagen oder sieben Reisezugwagen befördern. Hinzu kamen bis zu 70 PKW. Allerdings hatte sie nur eine Bugklappe, so dass sie nur über den Bug be- und entladen werden konnte. Die Passagierkapazität betrug 1100 Personen. Zwei Dreifachexpansions-Dampfmaschinen mit zusammen 3600 PS ermöglichten über zwei Schrauben eine Höchstgeschwindigkeit während der Probefahrten von 15,5 Knoten.

## Laufbahn

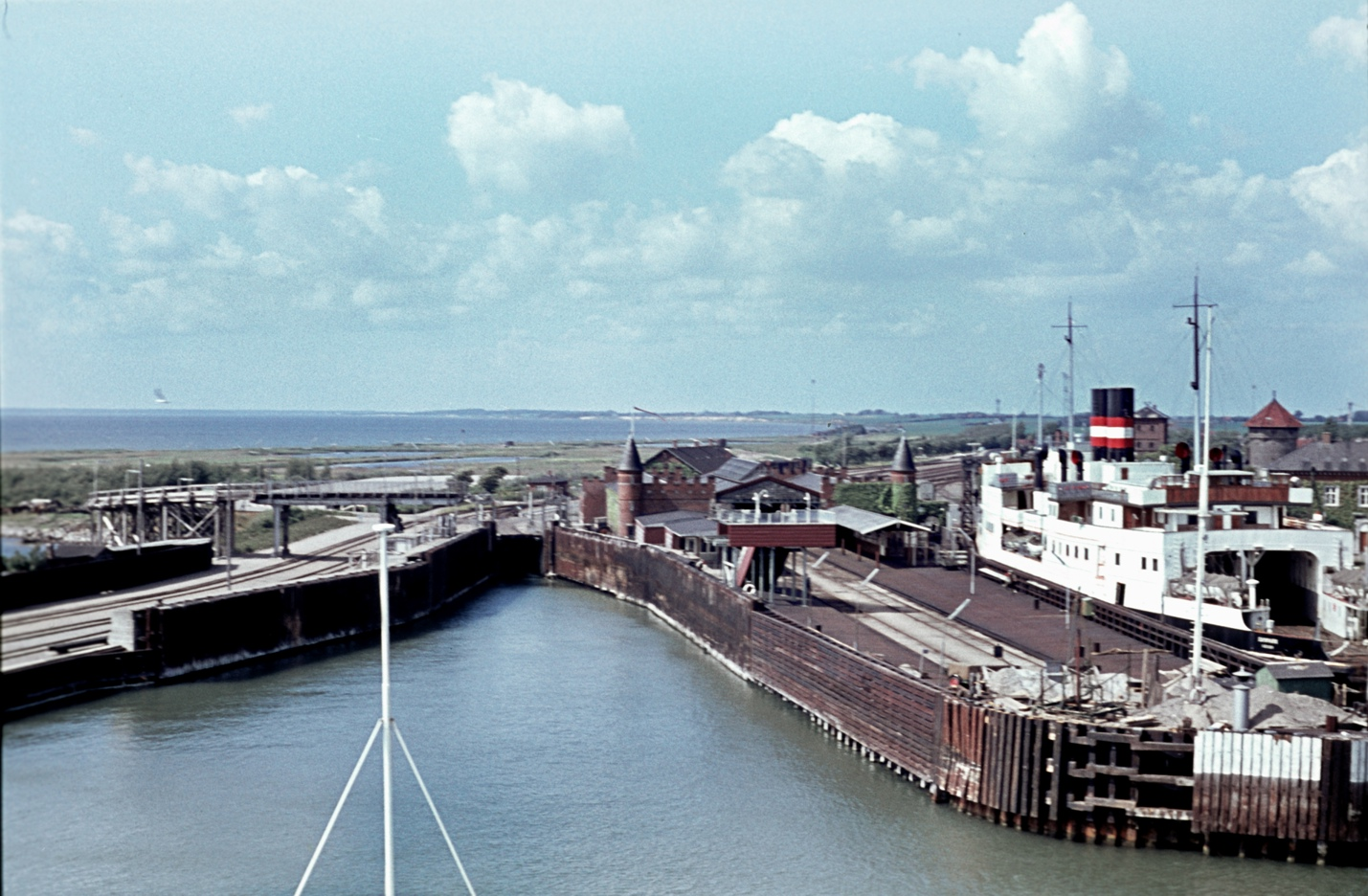
Die Danmark im Fährhafen Gedser, 1963

Die Danmark wurde am 11. Dezember 1922 ausgeliefert und noch im gleichen Monat auf der Strecke Warnemünde–Gedser in Dienst gestellt. Dort ersetzte sie die Schaufelradfähre Prinsesse Alexandrine. Heimathafen war Gedser. Ab 1926 versah sie den Schnellzug-, PKW- und Passagierfährdienst zusammen mit der neuen Schwerin der Deutschen Reichsbahn (DR), die deren eingleisige Schaufelradfähre Friedrich Franz IV. ersetzte. Die beiden alten zweigleisigen Schraubenfähren Mecklenburg (DR, 1810 BRT) und Prins Christian (DSB, 1900 BRT) wurden für den Güterverkehr und den verminderten Betrieb in den Wintermonaten weiterverwendet. Nur ein Zwischenfall ist aus dieser Zeit bekannt: am 9. Januar 1929 kollidierte die Danmark mit der Schwerin.
Der Beginn des Zweiten Weltkriegs führte nur zu einer kurzen Unterbrechung des Fährdiensts. Dies machte es den Truppen der Wehrmacht beim Überfall auf Dänemark leicht, mit der fahrplanmäßig am frühen Morgen des 9. April 1940 eintreffenden Mecklenburg und der bald danach folgenden Schwerin Invasionstruppen in Gedser anzulanden und den Hafen zu besetzen. Dabei fiel die Danmark in deutsche Hand. Sie brachte in der Folge, ebenso wie die beiden deutschen Fährschiffe Schwerin und Mecklenburg und die in Kopenhagen erbeutete Prins Christian, im Pendelverkehr weitere Truppen von Warnemünde nach Gedser. Auch nach der Besetzung Dänemarks wurde die Fährverbindung zwischen Warnemünde und Gedser (einschließlich Personenzüge) weiterhin betrieben, wobei allerdings militärische Verschiffungen Vorrang hatten.
Am 8. März 1945 gelang es dänischen Widerstandskämpfern in Gedser, sich Zugang zur Danmark zu verschaffen und sie im Hafen zu versenken.
Nach Kriegsende wurde das Schiff am 28. Juni 1945 gehoben und zur Reparatur und Modernisierung in die Werft von Burmeister & Wain in Kopenhagen geschleppt. Am 15. Juli 1946 war die Danmark wieder in Fahrt, und ab 10. Mai 1947 fuhr sie wieder auf der Strecke Gedser–Warnemünde.
Als am 15. Juli 1951 die neue Fährlinie Großenbrode–Gedser eröffnet wurde, begann dieser Dienst mit der Danmark, die abwechselnd von Gedser nach Großenbrode-Kai und nach Warnemünde fuhr. Unterstützt wurde sie von der alten Prins Christian. Erst im Mai 1953 kam die Deutschland der Deutschen Bundesbahn hinzu. Damit begann das Trajektieren von Reisezügen, denn die Danmark beförderte bisher auf dieser Strecke nur Güterwagen und Kraftfahrzeuge.
Mit der Eröffnung der Vogelfluglinie am 14. Mai 1963 wurde die Fährverbindung Großenbrode–Gedser eingestellt, und die Danmark war nun nur noch Reserveschiff. Ihre letzte Fahrt erfolgte am 14. April 1968 zwischen Gedser und Warnemünde. Am 18. April 1968 wurde sie an Van Heyghen Frères in Brügge (Belgien), zum Abbruch verkauft. Dort kam sie am 23. April 1968 an.

## Nachfolge
Eine neue Eisenbahnfähre der DSB namens Danmark lief am 14. Februar 1968 vom Stapel und nahm am 7. Juni 1968 ihren Dienst auf der Vogelfluglinie auf.